# Permuta
La permuta és un contracte pel qual cadascuna de les parts s'obliga a donar el dret de propietat (domini) d'una cosa per rebre el dret de domini sobre una altra. En resum, la permuta és el canvi d'una cosa que hom posseeix, d'un càrrec, d'un benifet, per un altre.
També pot ser un contracte pel qual un dels contractants s'obliga a lliurar el domini d'una cosa i una suma de diners, però cal aclarir que en algunes legislacions, si la part en numerari és superior o igual al valor de la cosa, el contracte es considera de compravenda.
La permuta pot ser utilitzada en certs règims com un mecanisme legal per al canvi de divises quan aquesta activitat es troba prohibida o limitada per un règim de control de canvi.
Històricament, la permuta, o barata, és una forma primitiva d'intercanvi anterior a la compravenda, que suposa l'existència de moneda i, per tant, un grau d'organització social més avançat. Es tracta de la primera manifestació natural del comerç, i apareix en la història des del moment en què les primeres poblacions comencen a especialitzar les seves professions i existeixen excedents. La barata presenta diversos problemes, com la doble coincidència de necessitats, l'absència d'unitat de compte o el problema de confiança
Per això, la importància social de la permuta decau amb la invenció de la moneda. A partir d'aquest moment les relacions comercials passen a regular-se principalment per mitjà de la compravenda. Actualment el paper econòmic de la permuta és molt modest, encara que no ha desaparegut.
No obstant això, històricament és habitual que el paper de la permuta recobri importància en èpoques de crisi econòmica, i principalment en casos de hiperinflació, quan els diners perd en gran manera el seu valor.
A Espanya, l'art. 1538 del Codi Civil defineix la permuta com un contracte pel qual cadascun dels contractants s'obliga a donar una cosa per rebre una altra.

## Característiques del contracte
La permuta pot ser pura si els béns objecte de la barata tenen el mateix valor o amb suplement de metàl·lic compensatori de la diferència de valor.
La permuta és un contracte:
- Translatiu de domini: Serveix per transmetre la propietat.
- Principal.
- Bilateral.
- Onerós: És necessari un intercanvi i si no seria un de donació de béns.
- Commutatiu per regla general, o aleatori per excepció.
- Instantani o de tracte successiu.
- Consensual tret que per la naturalesa d'algun dels béns permutats siguin indispensables determinades formalitats per a la validesa de la transferència de la seva propietat (per exemple, l'escriptura respecte d'un ben immoble).

## Obligacions de les parts
En general, i sense perjudici de les diferències dels ordenaments legals ni de la facultat que poden tenir les parts de modificar aquestes regles, s'apliquen les següents:
1. Transferir la propietat de les coses o dret permutats.
2. Lliurar la cosa (tradició), en els règims jurídics en què sense això no es perfecciona la transferència de la propietat.
3. Respondre pels vicis ocults.
4. Garantir una possessió pacífica.
5. Respondre de la evicció.
6. Pagar la part que correspongui per Llei de les despeses d'escriptura i registre (excepte pacte en contra).
7. Pagar els impostos que corresponguin per Llei.

## Relació amb la compravenda
La legislació sol disposar que les disposicions establertes per a la compravenda s'apliquin supletòriament al contracte de permuta.
El contracte de permuta pot donar-se si l'equivalència del preu del bé de l'altra persona aquesta saldat més d'un 51 % en espècie (béns avaluats en diners) i la resta pot ser en diners. Si el 51 % és diners ja no és permuta sinó compravenda.